# Icariella hauseri
Icariella hauseri là một loài nhện trong họ Linyphiidae. Chúng được Paolo Marcello Brignoli miêu tả năm 1979.